# Реактивен двигател
Реактивен двигател е вид двигател, при който чрез механичната енергия на турбина или химичното изгаряне на гориво се създава бързо движеща се струя от флуид за да създаде тласък, съобразно формулата на Циолковски. Широкото определение за реактивни двигатели включва ракети, рам-джетове, пулсови реактивни двигатели, водни (помпени) джетове. Като цяло, повечето реактивни двигатели са двигатели с вътрешно горене, но съществуват и видове без горене.
В разговорния език, терминът „реактивен двигател“ неточно се приписва само за тръбен двигател с вътрешно горене, който обикновено е съставен от двигател с ротационен въздушен компресор, захранен от турбина, като остатъчната мощност осигурява тяга посредством дюза. Този вид реактивни двигатели се използват главно от реактивните самолети за пътуване на дълги разстояния. Ранните реактивни самолети са използвали турбореактивни двигатели, които били сравнително неефективни за скорости под тази на звука. Модерните реактивни самолети, които не развиват скоростта на звука обикновено ползват подобни двигатели, които са по-икономични и безшумни.
Около 7,2% от използвания през 2004 петрол в крайна сметка се е употребил за реактивни двигатели. През 2007, цената на самолетното гориво е представлявала 26,5% от общите разходи на въздушните линии.

## История
Реактивните двигатели могат да се датират назад чак до изобретяването на еолопила през I век. Това устройство използвало пара, насочена през две дюзи за завъртането на сфера около нейната ос. Не е известно да е използвано за доставянето на механична енергия, и да е имало практическо приложение. Считало се е просто като любопитна вещ.
Употребата на реактивни двигатели за преместване дефакто започва с изобретяването на ракета в Китай през XIII век.